# British Board of Film Classification
El British Board of Film Classification («Consell Britànic de Classificació de Pel·lícules», conegut també per les seves sigles BBFC), és l'organització responsable de la classificació i censura de pel·lícules, vídeos i alguns videojocs (per exemple la saga GTA) dins del Regne Unit.

## Història
La BBFC va ser instaurada el 1912 com la British Board of Film Censors per la indústria cinematogràfica (qui preferiria regentar la seva pròpia censura que tenir un govern local o nacional que ho fes per ells). Les bases legals sobre les quals operava, eren les de la Llei del cinematògraf de 1909, que requeria que els cinemes fossin autoritzats per autoritats locals. La Llei va ser posada en pràctica d'acord amb les inquietuds sobre seguretat, conseqüents de diversos incendis en escenaris inadequats, i això va determinar que el criteri per a concedir o rebutjar un permís no calia ser restringit per qüestions de salut i seguretat. Atès que la llei ara permetia concilis per a conferir o negar llicències als cinemas segons el contingut dels films, van posar en evidència que la Llei 1909 conseqüentment, els habilitava la introducció de censura. La indústria cinematogràfica, va témer per les conseqüències econòmiques d'una infraestructura censuradora sense regulació, per tant va establir la BBFC a fi de prendre el procés 'internament' i establir el seu propi sistema d'autoregulació.
Certs nexes informals, variant el grau de proximitat, han estat mantinguts entre la BBFC i el govern durant el temps que aquesta organització ha existit. En el període anterior a la Segona Guerra Mundial, va ser implementat per la BBFC un sistema polític de censura, extens però extraoficial, a través del representant del ministeri de l'interior. Com el cinema es va convertir en un poderós mitjà de masses, els governs temien els efectes del seu ús obert per a propaganda (com va succeir a la Unió soviètica i a l'Alemanya nazi), d'aquesta manera van impedir l'exhibició de qualsevol expressió de controvèrsia política en films britànics. Aquesta tendència va aconseguir el seu clímax durant els anys 30. Subsegüent a les protestes de l'ambaixada alemanya, després de l'exhibició d'una pel·lícula que mostrava l'execució d'Edith Cavell (Dawn, 1928), va haver-hi una intensa pressió política per part del ministeri de l'interior sobre la BBFC. Es va establir un sistema per a escodrinyar els guions, per la qual cosa els estudis britànics estaven obligats a sotmetre el guió cinematogràfic, a l'anàlisi de la BBFC abans que la filmació s'iniciés. Tanmateix, els films importats des de Hollywood no eren tractats estrictament com a pel·lícules britàniques, per la qual cosa no els aplicaven cap restricció.

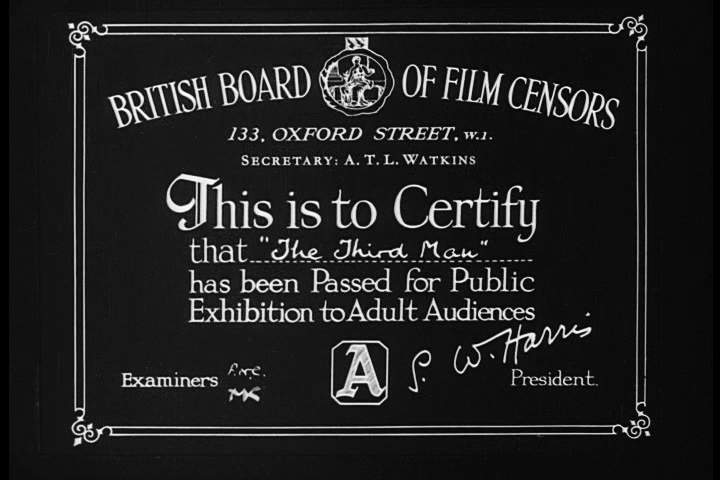
Certificat de la BBFC

Durant la Segona Guerra Mundial, la censura política de la BBFC va passar a les mans de la Divisió de Films del Ministeri d'Informació, cosa que es manté fins avui dia. L'augment del liberalisme de postguerra, va garantir que des dels anys 50 en davant, la BBFC se centrés més sobre les mostres de sexe i violència, que en les expressions polítiques. Encara que va haver-hi algunes excepcions: Yield to the Night, que s'oposava a la pena capital; Room at the Top, on es tractava sobre la divisió de classes; Victim, que debatia sobre la legislació de l'homosexualitat.
El 1984 va canviar el nom que venia usant per a: "reflectir el fet que la classificació, tenia un paper més important en el treball de l'organització, més enllà de la simple censura". En aquells dies, va ser determinada la responsabilitat de classificar vídeos per a lloguer o compra. Les versions d'un film en vídeo i cinema, usualment rebien la mateixa certificació, encara que no era estrany que als cinemes rebessin un certificat més restrictiu que en el mercat del vídeo, cosa contradictòria en existir la possibilitat que un nen veiés un vídeo en la seva llar sense les restriccions d'entrar a un cinema.

## Funcionament
La BBFC és una organització independent, no governamental. Les seves accions són controlades per un consell d'administració, seleccionat per líders dels sectors manufacturers i de serveis de la indústria fílmica. Aquest consell elegeix al President, a qui se li assigna la responsabilitat de la classificació dels vídeos i el Director, qui executa la responsabilitat i formula les polítiques. L'organització, està situada a Soho Square, Soho, Londres i és finançada per mitjà de donacions com a recompensa per la classificació de films i vídeos.
La BBFC avalua alguns videojocs (en lloc de la PEGI). Normalment estan exempts de classificació, tret que mostrin activitat sexual, òrgans genitals o actes de violència grotescos, en aquests casos els editors han de sotmetre al joc a inspecció. El primer joc de computadora a obtenir un certificat de 15 de la BBFC va ser Dracula de 1986. El primer videojoc de computadora a rebre un certificat de 18, va ser un anomenat Jack The Ripper en 1987. Resulta interessant destacar que a causa del primitiu estat de les gràfiques d'aquells temps, l'horror en tots dos jocs complien quant a detalls. D'altra banda, el primer en joc a ser rebutjat per la BBFC va ser Carmageddon el 1997, però una versió modificada del joc va obtenir més tard el certificat de 18.

## Deure i autoritat
Legalment les autoritats locals tenen el poder de decidir baix que circumstàncies els films són exhibits als cinemes, però gairebé sempre segueixen les recomanacions de la BBFC. D'acord amb la Llei de videoenregistraments de 1984, totes les estrenes en vídeo sense excepció han de ser classificats per la BBFC, sent il·legal subministrar material al qual se li hagi rebutjat una certificació. Els videojocs que continguin temes específics deuen també sotmetre's al procés de la BBFC per a rebre una classificació legal.
Tots els vídeos i jocs avaluats per la BBFC reben un certificat, juntament amb un "avís al consumidor" que descriu el contingut de sexe, violència i llenguatge groller. Si un certificat especifica que algun material és només apte per a certes edats, la venda d'aquests sol podran ser feta a qui compleixi amb el requisit.

## Postures de censura
Històricament la BBFC ha encarat fortes crítiques per les seves actituds fervoroses al moment de censurar pel·lícules. Anterior a la liberal dècada dels 60, els films eren rutinària i extensament censurats com un mètode de control social. Per exemple, Rebel sense causa va ser editada amb el propòsit de reduir la "possibilitat de rebel·lió adolescent". La pel·lícula Somriures d'una nit d'estiu es va editar per a remoure "llenguatge sexual provocatiu".
En general, les postures perquè un material sigui apte per a menors, han canviat a través dels anys, això es veu reflectit en la reclassificació de vells films que s'han tornat a publicar en vídeo.

## Certificació actual
La BBFC al present, emet els següents certificats:
| Símbol | Nom                     | Definició |
| ------ | ----------------------- | --- |
| U      | Universal               | Material apte per a majors de quatre anys; fins al 2009, va existir la categoria "Uc" per a vídeos per a nens en edat preescolar. |
| PG     | Parental Guidance       | Per a totes les edats, encara que s'aconsella que certes escenes poden no ser aptes per a nens menors de vuit anys.               |
| 12A    | 12 Accompanied/Advisory | Apte per a persones de 12 anys o més (solament cinemes); menors de 12 són admesos en companyia d'un major de 18 anys o més.       |
| 12     | 12                      | Exclusivament per a persones de 12 anys o que els excedeixin (vídeo i DVD únicament).                                             |
| 15     | 15                      | Exclusivament per a persones de 15 anys o que els excedeixin.                                                                     |
| 18     | 18                      | Exclusivament per a persones de 18 anys o que els excedeixin.                                                                     |
| R18    | Restricted 18           | Material només per a aquells que tinguin 18 i més d'edat, únicament aplicable en cinemes i sex shops autoritzats.                 |